# Tournoi de Wimbledon 1913

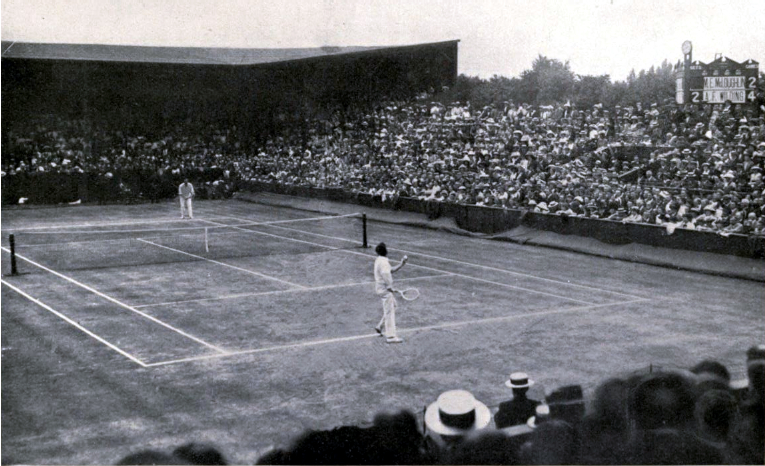
Wilding face à McLoughlin, Wimbledon 1913.

Résultats du Tournoi de Wimbledon 1913.

## Simple messieurs
Finale : Anthony Wilding  Nouvelle-Zélande bat Maurice McLoughlin  États-Unis 8-6, 6-3, 10-8

## Simple dames
Finale : Dorothea Douglass Chambers  Royaume-Uni bat Winifred McNair  Royaume-Uni 6-0, 6-4